# Egy kivételes barát
Az Egy kivételes barát (eredeti cím: A Beautiful Day in the Neighborhood) 2019-es amerikai életrajzi drámafilm, amelyet Marielle Heller rendezett, valamint Micah Fitzerman-Blue és Noah Harpster írt Tom Junod 1998-as Can You Say ... Hero? című cikke alapján. A főszerepet Tom Hanks, Matthew Rhys, Susan Kelechi Watson és Chris Cooper alakítja.
A film világpremierje a Torontói Nemzetközi Filmfesztiválon volt 2019. szeptember 7-én, és az Egyesült Államokban 2019. november 22-én került a mozikba a Sony Pictures Releasing forgalmazásában, Magyarországon DVD-n jelent meg szinkronizálva. Világszerte 68 millió dolláros bevételt hozott, és a kritikusok dicsérték Hanks és Rhys alakítását, Heller rendezését és a film szívmelengető üzenetét. Az Egy kivételes barát-ot a Time magazin az év tíz legjobb filmje közé választotta. Hankset az alakításáért a legjobb férfi mellékszereplőnek járó Oscar-díjra, valamint Golden Globe-díjra, Screen Actors Guild-díj-ra és a BAFTA-díjra is jelölték.
Egy gyerekműsorokat vezető férfi és egy újságíró barátságának igaz története.

## Cselekmény
1998-ban, a Mister Rogers szomszédsága című sorozat egyik epizódjának elején Mr. Rogers öt ajtóval ellátott képet mutat be. Három ajtó kinyílik, és Lady Aberlin, King Friday és Mr. McFeely ismerős arcát mutatja. A negyedik ajtó felfedi Roger úr problémás új barátjának, Lloyd Vogelnek az arcát, akinek vágás van az orra mellett. Mr. Rogers elmagyarázza, hogy Lloydot megbántották, és küzd, hogy megbocsásson annak, aki bántotta. Miután elmagyarázta, mit jelent a megbocsátás, Rogers úr elmegy, hogy meglátogassa Lloydot.
Lloyd Vogel az Esquire újságírója, aki cinikus írói stílusáról ismert. Nővére, Lorraine esküvőjén vesz részt feleségével, Andreával és újszülött fiukkal, Gavinnel együtt. A fogadás alatt Lloyd ökölharcba bonyolódik elhidegült apjával, Jerryvel, Lloyd elhunyt édesanyjának, Lilának az emlékei miatt, akit Jerry megcsalt és elhagyott.
Lloyd-ot a szerkesztője megbízza, hogy készítsen interjút Fred Rogers gyermektévés műsorvezetővel egy 400 szavas, hősökről szóló cikkhez, de Lloyd úgy érzi, hogy a feladat méltatlan hozzá. Elutazik a pittsburghi WQED stúdiójába, hogy interjút készítsen Rogersszel. Rogers elutasítóan nyilatkozik a hírnevéről, és aggodalmat mutat Lloyd orrsérülése miatt. Lloyd elmondja Rogersnek az apjával való kapcsolatának problémáját, akinek bocsánatkérését és békülési kísérletét Lloyd visszautasította. Rogers elmondja neki, hogy sokféleképpen tudja kezelni a dühét, például ha a zongora billentyűit ütögeti.
Lloyd elhatározza, hogy Rogers barátságos személyiségét színjátéknak leplezi le, ezért megnézi Rogers műsorának több epizódját, de semmi turpisságot sem képes felismerni.
Lloyd újra interjút készít Rogersszel, amikor az New Yorkba látogat. Az interjú során Rogers kitér Lloyd rá vonatkozó kérdései elől, és a két fia felneveléséről mesél. Rogers előveszi a bábjait, és Lloydot a gyerekkori nyúl plüssállatáról és az apjáról kérdezi, ezzel provokálva Lloydot, hogy nyíljon meg érzelmileg és fejezze be az interjút.
Lloyd hazaérve Jerryt és feleségét, Dorothyt találja, akik Andreával beszélgetnek. Lloyd szidja Jerryt, amiért megcsalta az anyját, Lilát, miközben az rákban haldoklott. Arra utasítja, hogy távozzon, de Jerry szívrohamot kap, és kórházba szállítják.
Lloyd nem hajlandó a család többi tagjával együtt a kórházban éjszakázni, és visszatér Pittsburghbe, hogy meglátogassa Rogerst. Lloyd kimerülten összeesik a Széplaki szomszédság forgatásán, és elfojtott gyermekkori traumájáról álmodik. Álmában belebotlik Rogers kórházakról szóló műsorának egyik epizódjába, ahol nyúlfüleket viselve, csíkos tigris Dániel és XIII. péntek király méretére zsugorodva találja magát, miközben Rogers és Andrea föléje tornyosulnak. Lloyd Liláról, az anyjáról is álmodik, aki arra biztatja, hogy engedje ki a dühét.
Rogers és felesége, Joanne elviszik Lloydot az otthonukba, hogy felépüljön. Lloyd és Rogers később egy étterembe mennek, ahol Rogers arra kéri Lloydot, hogy egy percig gondoljon azokra az emberekre, akik „életre keltették”, és arra biztatja, hogy bocsásson meg Jerrynek. Lloyd bocsánatot kér Andreától, amiért otthagyta őt és Gavint a kórházban, és meglátogatja Jerryt és Dorothyt otthonukban. Megtudja, hogy Jerry szívszűkület miatt haldoklik, ami az oka annak, hogy Jerry megpróbált újra kapcsolatba lépni Lloyddal. Lloyd megbocsát Jerrynek, megígéri, hogy jobb apja lesz Gavinnek, és cikket ír Rogers életére gyakorolt hatásáról. Lorraine, a férje, Todd és Rogers meglátogatják Jerryt. Rogers megkéri Jerryt, hogy imádkozzon érte, mielőtt távozik. Jerry nem sokkal Rogers látogatása után meghal, és Lloyd 10.000 szavas cikke, a Can You Say ... Hero? címmel az Esquire címlapsztorijaként jelenik meg.
A stúdiójában Rogers befejezi a korábban készült epizódot, és kinyitja az ötödik és egyben utolsó ajtót a képtábláján, és egy képet tár elénk, amelyen Lloyd boldogan együtt van a családjával. Ahogy a produkció véget ér, Rogers úr egyedül zongorázik, megáll, dühösen leüti a billentyűket, majd folytatja a játékot.

## Szereplők
| Szerep                                          | Színész              | Magyar hang    |
| ----------------------------------------------- | -------------------- | -------------- |
| Fred Rogers, gyerekeknek szóló műsorok vezetője | Tom Hanks            | Kőszegi Ákos   |
| Lloyd Vogel, újságíró                           | Matthew Rhys         | Fekete Ernő    |
| Jerry Vogel, Lloyd apja                         | Chris Cooper         | Sörös Sándor   |
| Andrea Vogel                                    | Susan Kelechi Watson | Peller Anna    |
| Ellen                                           | Christine Lahti      | Kiss Mari      |
| Joanne Rogers                                   | Maryann Plunkett     | Zsurzs Kati    |
| Bill Isler                                      | Enrico Colantoni     | Háda János     |
| Lila Vogel                                      | Jessica Hecht        | Németh Kriszta |
| Dorothy                                         | Wendy Makkena        | Incze Ildikó   |
| Lorraine                                        | Tammy Blanchard      | Németh Borbála |

## Megjelenés
Az Egy kivételes barát világpremierje a Torontói Nemzetközi Filmfesztiválon volt 2019. szeptember 7-én. A filmet eredetileg 2019. október 18-án mutatta volna be a Sony Pictures Releasing, de végül egy hónappal későbbre, 2019. november 22-re tolódott. A filmet Kínában 2020. szeptember 18-án mutatták be, miután az országban a COVID-19 világjárvány után újra megnyitották a mozikat.

## Bevétel
A film 61,7 millió dolláros bevételt hozott az Egyesült Államokban és Kanadában, és 6,6 millió dollárt más területeken, így világszerte 68,3 millió dolláros összbevételt termelt a 25 millió dolláros gyártási költségvetésével szemben.
Az Egyesült Államokban és Kanadában a filmet a Jégvarázs 2. és a 21 híd mellett mutatták be, a nyitóhétvégén 3231 moziban mintegy 15 millió dolláros bevételre számítottak. A film az első napon 4,5 millió dollárt hozott, ebből 900 ezer dollárt a csütörtök esti előzetesekből. A film 13,3 millió dollárral debütált, és a harmadik helyen végzett a jegypénztáraknál. A film a második hétvégén mindössze 11%-kal esett vissza, 11,8 millió dollárt hozott és az ötödik helyen végzett, majd a következő hétvégén is az ötödik helyen maradt 5,2 millió dollárral.

## Fordítás
- Ez a szócikk részben vagy egészben  az   A Beautiful Day in the Neighborhood című angol Wikipédia-szócikk fordításán alapul.  Az eredeti cikk szerkesztőit annak laptörténete sorolja fel. Ez a jelzés csupán a megfogalmazás eredetét és a szerzői jogokat jelzi, nem szolgál a cikkben szereplő információk forrásmegjelöléseként.